# Xã Chapman, Quận Clinton, Pennsylvania
Xã Chapman (tiếng Anh: Chapman Township) là một xã thuộc quận Clinton, tiểu bang Pennsylvania, Hoa Kỳ. Năm 2010, dân số của xã này là 848 người.